# KST Siracusa
Il KST Siracusa è una società sportiva di Siracusa. Nella stagione 2016 milita in Serie A, il primo livello del campionato italiano maschile di canoa polo.
Fondata nel 2001, nel suo palmares vanta 3 scudetti (2013, 2014 e 2015) e 4 Coppe Italia (2008, 2013, 2014 e 2016).
I colori sociali del club sono il giallo ed il nero. L'impianto sede delle gare casalinghe è un angolo del porto di Siracusa, oggi denominato Stadio delle Acque, così definito per via della sua posizione, nel mezzo di due ponti che collegano l'isola di Ortigia alla terraferma, e anche in una posizione che congiunge il Porto Grande (naturale) e la zona del Porto Piccolo, nei pressi del quale anticamente si trovava un terzo porticciolo, chiamato Lakkios. Questo impianto è capace di accogliere numerosi spettatori. Ai Campionati Mondiali di Canoa Polo di Siracusa, disputati dal 29 agosto al 4 settembre 2016, lo Stadio delle Acque di Siracusa ha registrato il record assoluto di presenze ad un Mondiale di Canoa Polo.

## Storia

### Il KST Siracusa

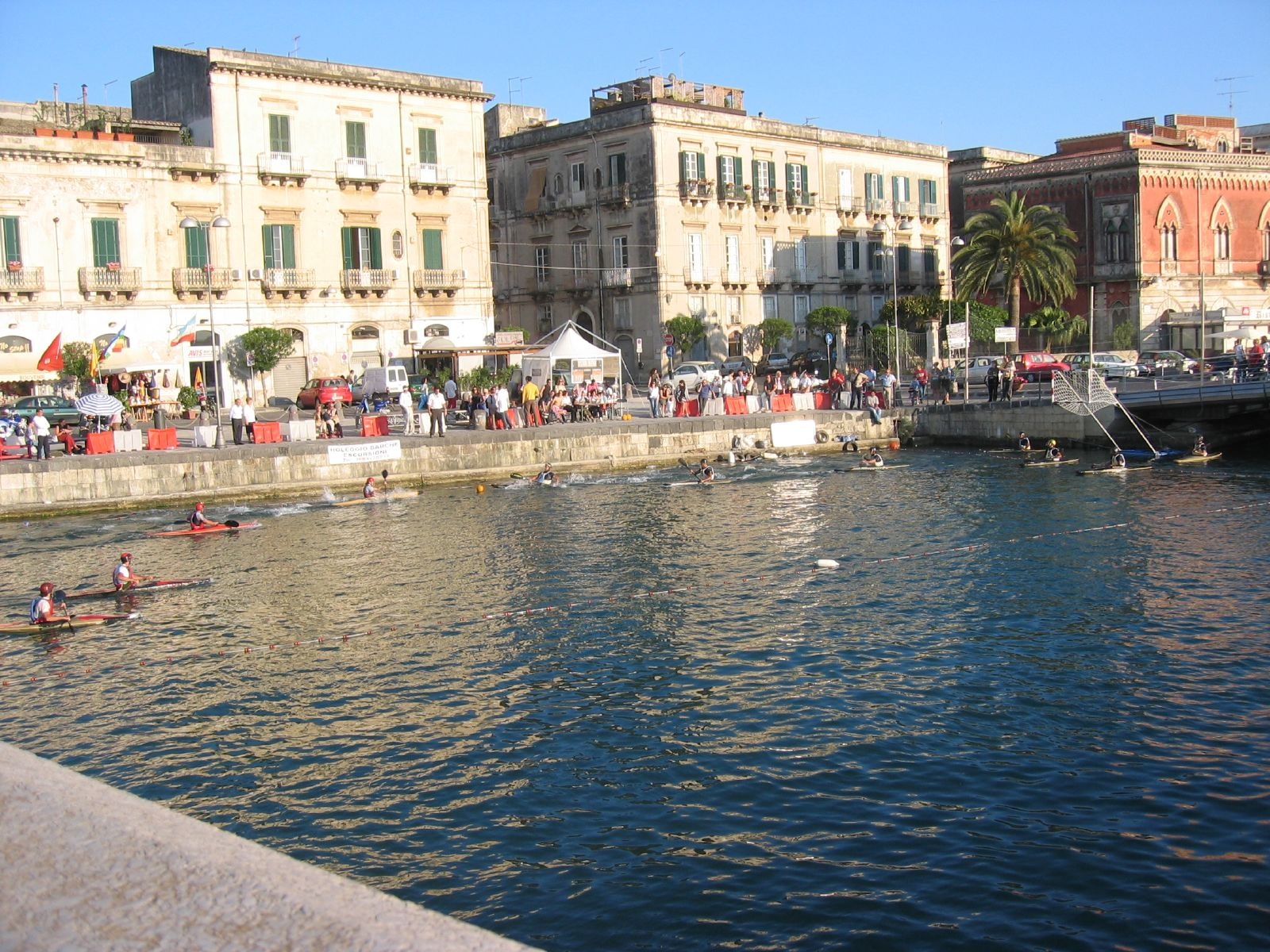
Il campo da gioco della KST Siracusa

La società venne fondata nel 2001, arrivando al massimo campionato di Canoa polo nella metà degli anni duemila. Il primo successo arriva nel 2008, con la conquista della Coppa Italia. Nelle stagioni 2011 e 2012 si classifica al terzo posto, mentre nelle stagioni 2013, 2014, e 2015. raggiunge l'apice del suo successo, sbaragliando tutte le avversarie e vincendo lo Scudetto, ripetendo la vittoria in Coppa Italia nel 2013, 2014 e 2016. Per via dei suoi successi, e per la passione del pubblico di casa a seguire questa disciplina, la Federazione ha scelto la città di Siracusa come sede per i Mondiali 2016.
La stagione successiva, per alcuni problemi legati alla gestione di squadra, e inspiegabilmente, il sodalizio aretuseo non viene iscritto a nessun campionato, lasciando andar via i migliori giocatori (pilastri della Nazionale Italiana), che si accaseranno alla vicina Catania.

## Cronistoria

### Partecipazione ai campionati
| Livello | Categoria | Partecipazioni | Debutto | Ultima stagione | Totale |
| ------- | --------- | -------------- | ------- | --------------- | ------ |
| 1°      | Serie A   | 11             | 2006    | 2016            | 11     |
| 2°      | Serie A2  | 2              | 2004    | 2005            | 2      |
| 3°      | Serie B   | 2              | 2002    | 2003            | 2      |

## Palmarès
- 3
2013,
2014,
2015
- 4
2008,
2013,
2014,
2016

Campionato under 21
- 6
2006,
2007,
2008,
2009,
2010,
2011